# Raúl Albentosa
Raúl Albentosa Redal (Alzira, 7 settembre 1988) è un calciatore spagnolo, difensore svincolato.

## Carriera
Ha giocato nel campionato spagnolo, esordendo nella Primera División nella stagione 2014-2015 con la maglia dell'Eibar, e in quello inglese.